# 1680 en philosophie
Chronologie de la philosophie
- 1676
- 1677
- 1678
- 1679
- 1680
- 1681
- 1682
- 1683
- 1684

L’année 1680 a été marquée, en philosophie, par les événements suivants :

## Publications
- François Bernier :  Éclaircissement sur le livre de M. de La Ville (le Père Le Valois, jésuite) intitulé : Sentimens de M. Descartes touchant l’essence et les propriétés des corps, etc. ;Bayle a compris cet ouvrage en 1684 dans son : Recueil de quelques pièces concernant la philosophie de M. Descartes. Il dit dans sa préface que le livre de Bernier, tiré à peu d’exemplaires, avait paru quelques années auparavant ; ce doit être en 1680 ou 1681.

- Charles Blount  :
  - Traduction de l'ouvrage de Philostrate, Vie d'Appollonius de Tyane, avec notes,
  - Origine de l'idôlatrie.

- André Graindorge :  De l’origine des macreuses, 1680, in-8°.Buchoz a réédité cet ouvrage rare et curieux, avec le Traité de l’Adianton de Pierre Formi, sous le titre de Traités très-rares concernant l’histoire naturelle, Paris, 1780, in-12.

- Bernard Lamy : Traité de la grandeur en général.

- Antoine Legrand :  
  - Scydromedia, seu semo quem Alphonsus de la Vida habuit coram comité de Falmouth de monarchia, libri II, Uremberg, 1680, in-8°
  - Curiosus rerum adbitarum naturœque arconorum persucator, Francfort ; Nuremberg, 1680, in-12°

- Nicolas Malebranche : Traité de la nature et de la grâce (1680)